# Nikolaï Glazov
Nikolaï Elizarovitch Glazov (en russe : Николай Елизарович Глазов) est un aviateur soviétique, né le 14 décembre 1919 et mort le 30 juillet 1943. Pilote de chasse et As de la Seconde Guerre mondiale, il fut distingué par le titre de Héros de l'Union soviétique.

## Carrière
Né le 14 décembre 1919 à Chilka, dans l'oblast de Tchita, il commença par suivre des cours de pilotage en aéroclub, avant de rejoindre l'Armée rouge en 1938 et d'être breveté pilote de l'École militaire de l'Air de Bataïsk en 1940.
En juin 1941, lieutenant au 11e régiment de chasse aérienne (11.IAP), il participa à la défense de Moscou, bataille au cours de laquelle il obtint 8 victoires homologuées en 40 combats. En septembre 1942, muté au 273e régiment de chasse aérienne (273.IAP), au sein du front sud-ouest, il prit part à la bataille de Stalingrad, aux commandes d'un chasseur Yakovlev Yak-1, avec lequel il se distingua. 
Le 15 septembre 1942, lors d'un combat entre ses 6 chasseurs et 30 appareils ennemis — 18 Junker Ju-88 et 12 Bf-109 —, ils réussirent à en abattre 6, sans aucune perte. Pour ce combat, il reçut l'Ordre de Lénine le 23 octobre 1942. Le 1er novembre 1942, il abattit successivement deux Bf.109.
En octobre 1943, le 273.IAP fut renommé 32.GuIAP (régiment de la Garde) et au début de 1943 son unité fut transférée au front sud. Au mois de mars 1943, il avait déjà accompli 475 missions et obtenu 13 victoires individuelles. Peu après il participa aux combats aériens qui se déroulèrent au-dessus de la mer d'Azov, et y trouva la mort lors d'un taran, abordage en plein ciel, d'un FW-189 qu'il effectua le 30 juillet 1943, au-dessus de Chterivka (aujourd'hui en Ukraine).

## Palmarès et décorations

### Tableau de chasse
Nikolaï Glazov est crédité de 24 victoires homologuées, dont 17 individuelles et 7 en coopération, obtenues au cours de 537 missions.
Selon les historiens russes, son palmarès serait en fait de 28 victoires homologuées, dont 21 individuelles et 7 en coopération, obtenues au cours de 537 missions et 70 combats aériens.

### Décoration
- Héros de l'Union soviétique le 1er mai 1943 (médaille no 954) ;
- Deux fois décoré de l'Ordre de Lénine ;
- Ordre de la Guerre Patriotique de 1re classe.